# Fred Shuttlesworth
Fred Shuttlesworth, né Freddie Lee Robinson le 18 mars 1922 à Mount Meigs, Alabama (en) et mort le 5 octobre 2011 à Birmingham (Alabama), est un pasteur chrétien baptiste et une personnalité du Mouvement américain des droits civiques.

## Biographie

### Jeunesse et formation
Freddie shuttlesworth est né le 18 mars 1922 à Mount Meigs près de Montgomery (Alabama). Il est le fils de Vetta Greene et d'Alberta Robinson Shuttlesworth. C'est sa mère et son beau-père William Nathan Shuttlesworth qui vont l'élever. Après des études secondaires à la Rosedale High School de Birmingham achevée en 1940, il épouse Ruby Keeler, une infirmière, en 1941. Le couple part en 1943 pour Mobile où il travaille comme chauffeur routier. En 1945, il part étudier la littérature anglaise à l'Université de l'Alabama où il obtient un Bachelor of Arts (licence) ,.

### Carrière
En 1950, il est ordonné pasteur baptiste par la First Baptist Church à Selma (Alabama).
De 1953, il devient pasteur de l'Église baptiste Béthel de Birmingham jusqu’en 1961.
Il lutta contre la ségrégation et d'autres formes de racismes à Birmingham, en Alabama pendant la campagne de Birmingham. Il fut l'un des fondateurs avec Martin Luther King et Ralph Abernathy de la Southern Christian Leadership Conference,,,.
Il a continué son combat contre le racisme et la résolution des problèmes des sans-abris à Cincinnati dans l'Ohio. Il a pris sa retraite de son ministère en janvier 2006.

### Vie personnelle
Il meurt le 5 octobre 2011 à Birmingham, dans l'Alabama, à l'âge de 89 ans.
Fred Shuttlesworth repose au Oak Hill Cemetery (Birmingham, Alabama) (en).